# نیک آنتوسکا
نیک آنتوسکا (انگلیسی: Nick Antosca؛ زادهٔ ۲۳ ژانویهٔ ۱۹۸۳) یک رمان‌نویس اهل ایالات متحده آمریکا است.